# Flachsbäke
Die Flachsbäke ist ein Fließgewässer in der Samtgemeinde Harpstedt und in der Stadt Wildeshausen im Landkreis Oldenburg in Niedersachsen.

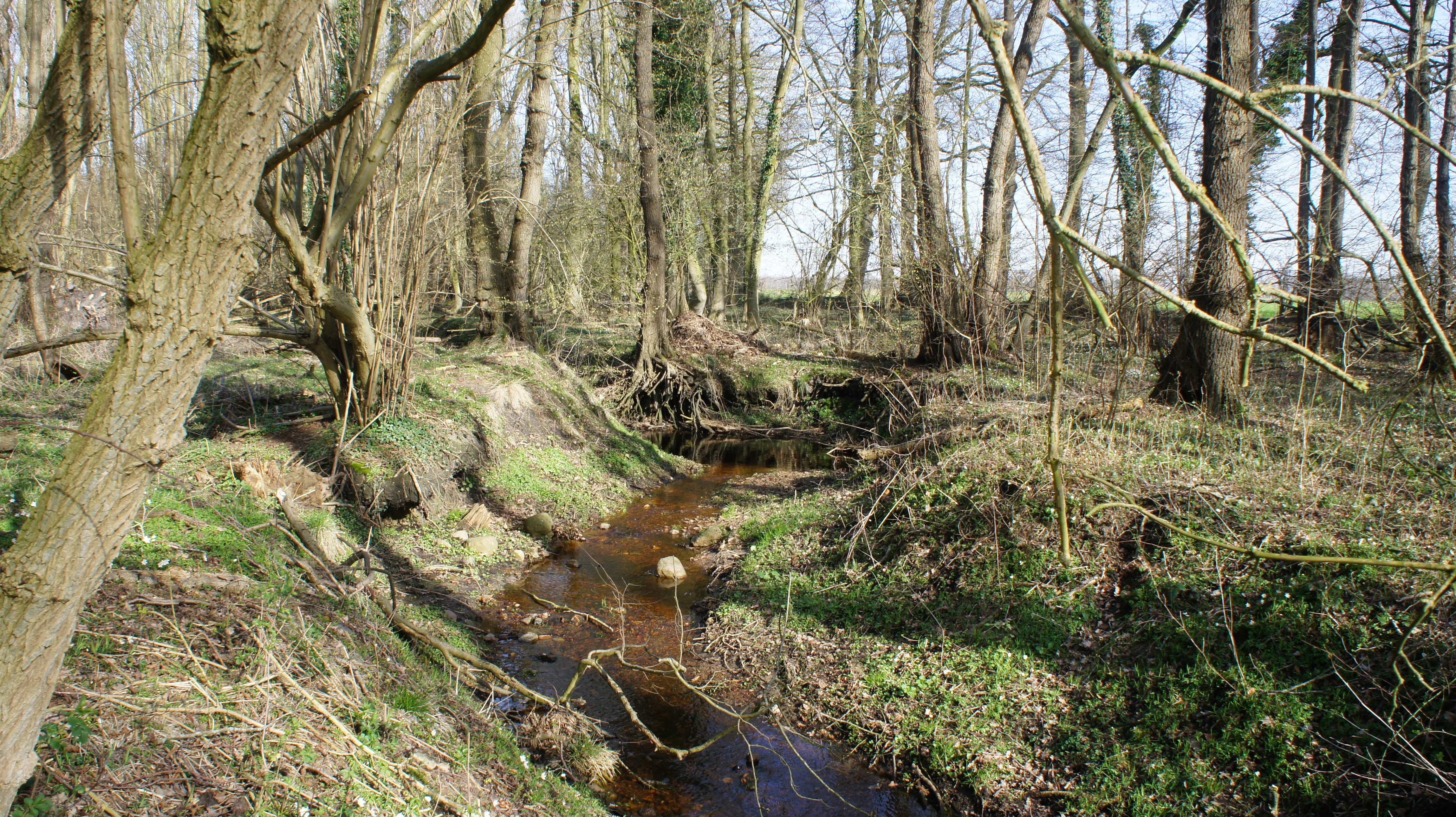
Die Flachsbäke in der Klein Henstedter Heide

Die Quelle des Baches liegt nördlich von Wunderburg in der Klein Henstedter Heide im Feinen Moor. Von dort fließt er in südwestlicher Richtung erst nördlich der A 1 durch Simmerhausen. Dann unterquert er diese, durchfließt mäandernd das Hölscher Holz und erreicht das Stadtgebiet von Wildeshausen. 
Die Flachsbäke mündet dort westlich des „Kreisamtes“, der Kreisverwaltung des Landkreises Oldenburg, von rechts in die Hunte.